# Калачёв, Владимир Николаевич
Влади́мир Никола́евич Калачёв (10 августа 1910, дер. Гора, Новгородская губерния — 28 июня 1942, Старый Оскол, Курская область) — советский лётчик-истребитель, Герой Советского Союза, майор авиации.

## Биография
Родился 10 августа 1910 года в деревне Гора (ныне — Кирилловского района Вологодской области) в семье учителя. Русский.
Жил в Череповце, с 1926 года — в Ленинграде. Окончив 7 классов, в 1926—1928 годах работал подрывником на станции Чупа в «Карелмуртресте», с июня 1928 года — учеником слесаря на Ленинградском заводе «Красный химик», с февраля 1929 года — слесарем на заводе «Красный путиловец». Член ВКП(б) с сентября 1931 года.
В Красной Армии с июня 1932 года — по комсомольской путёвке поступил на учёбу в Ленинградскую военно-теоретическую школу ВВС. В декабре 1934 года окончил Энгельсскую школу военных лётчиков. Служил в частях Забайкальского военного округа: лётчиком, командиром звена, заместителем командира эскадрильи, с декабря 1938 года — комиссаром полка.
Участник боёв с японскими милитаристами у реки Халхин-Гол с 23 мая по 16 сентября 1939 года; в первых 9 воздушных боях сбил 2 японских истребителя; был ранен. 29 августа 1939 года батальонному комиссару Калачёву было присвоено звание Герой Советского Союза с вручением ордена Ленина. Последний, а также грамота о присвоении звания Героя Советского Союза ему были вручёны 7 октября, а медаль «Золотая Звезда» (№ 128) — 4 ноября после Указа Верховного Совета СССР об учреждении этого знака особого отличия от 16 октября.
В 1939—1941 гг. был военным комиссаром 35-го истребительного авиаполка, а затем инспектором по технике пилотирования 72-й истребительной авиационной дивизии Закавказского военного округа.
С августа 1941 года майор Калачёв командовал 17-м запасным истребительным авиаполком Уральского военного округа. Менее чем за полгода под его руководством были подготовлены и отправлены на фронт 6 истребительных авиационных полков на английских самолётах «Харрикейн» и 100 лётчиков на советских самолётах МиГ-3.
Участвовал в Великой Отечественной войне с июня 1942 года. Командовал 15-м истребительным авиаполком.
В декабре 1941 г. 15-й иап был выведен в тыл на переформирование и направлен в Чебоксары для получения самолётов и доукомплектования личным составом. Полк получил 21 самолёт ЛаГГ-3. После переучивания на новый тип самолёта, в июне 1942 года под командованием майора Калачёва полк вошёл в состав 226-й истребительной авиадивизии 2-й воздушной армии.

28 июня стал для полка трагическим. Вылеты начались в пять часов утра. В восемь стало известно, что с задания не вернулось шесть самолётов… О их судьбе до сих пор ничего не известно.
Наш аэродром был хорошо замаскирован, самолёты стояли в капонирах на опушке леса. Около 12 часов с северо-запада к аэродрому летел немецкий разведчик «Хеншель-126». Люди на аэродроме прекратили всякое движение, чтобы не демаскировать себя. Но в это время после выполнения боевого задания пошли на посадку два наших истребителя. В их баках не оставалось горючего, и один из них был в бою изрешечён осколками снарядов. Их посадку заметил «Хеншель».
Майор Калачёв был уже в кабине самолёта и через несколько секунд взмыл в воздух. Враг-разведчик не должен уйти, иначе вскоре на аэродром упадут бомбы, уничтожат людей и самолёты. Калачёв настиг врага и атаковал его. «Хеншель» развернулся, полетел в нашу сторону, маневрировал, делая крутые развороты, взмывал вверх и опускался до земли. Калачёв его упорно преследовал. Ему удалось прижать врага к земле, беспрерывно стреляя. «Хеншель» полез вверх, намереваясь развернуться в сторону леса и скрыться на фоне зелёного массива. В это время у Калачёва кончились боеприпасы. Эфир донес голос командира полка:
— Кончились боеприпасы… Иду на таран!

Он дал полный газ, быстро настиг «Хеншеля» и правой плоскостью ударил его по хвосту. От сильного удара оба самолёта разлетелись на куски.— А. Н. Ситковский
Похоронен в парке Пионеров города Старый Оскол Белгородской области в братской могиле № 1, с Героями Советского Союза М. С. Токаревым и И. И. Руденко.

### Семья
Отец — Николай Петрович Калачёв, учитель; мать — Евдокия Енварьевна, учительница.

## Награды
- Звание Герой Советского Союза и медаль «Золотая Звезда» № 139 (29.08.1939);
- орден Ленина (29.08.1939)
- орден Красного Знамени;
- орден Красной Звезды;
- орден Красного Знамени Монгольской Народной Республики[4];
- медали.

## Память
- Именем Калачёва названы улицы в Кириллове, в Рыльской слободе Старого Оскола,
- В Старом Осколе 9 мая 2010 года торжественно открыт бюст В. Н. Калачёва[6].
- Материалы о В. Н. Калачёве экспонируются в Комнате боевой и трудовой славы сельского поселения Коварзинское Кирилловского района[6].
- К 100-летию со дня рождения В. Н. Калачёва в Кириллове 4 мая 2010 года заложен сквер, 10 августа на улице Калачёва открыта памятная доска[6].